# Tauromaquia en Cataluña

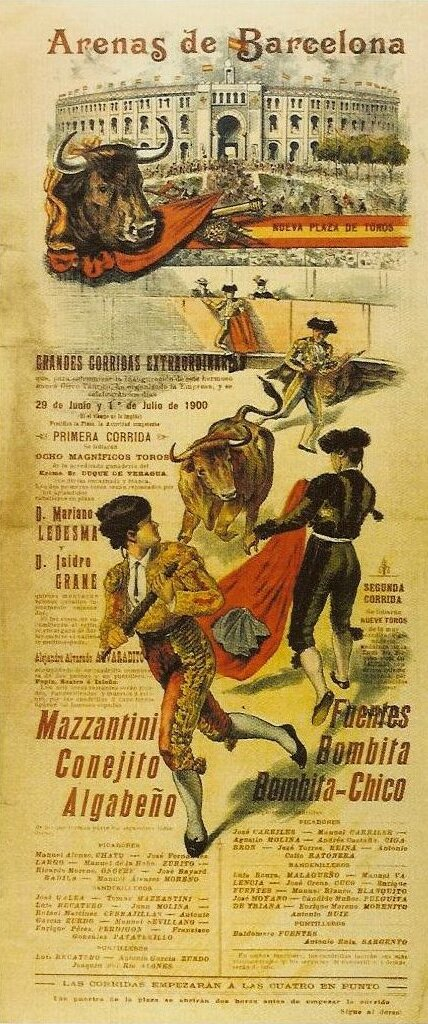
Cartel de 1900 anunciando corridas de toros en Barcelona.

La tauromaquia (del idioma griego ταῦρος, toro, y μάχομαι, luchar) se refiere a todo lo relativo a la práctica de lidiar toros, tanto a pie como a caballo, que en Cataluña se remonta al menos a la Edad Media.

## Historia
En época medieval comienza la práctica taurina del lanceo de toros, a la que se sabe eran aficionados Carlomagno y Alfonso X El Sabio, entre otros. Según crónica de la época, en 1128 «...en que casó Alfonso VII en Saldaña con Doña Berenguela la chica, hija del Conde de Barcelona, entre otras funciones, hubo también fiestas de toros.»
La primera corrida de toros que se acogió por primera vez en Cataluña data de 1387, durante el reinado de Juan I, y fue en Barcelona, según se recoge de forma oficial en el Archivo General de la Corona de Aragón, que se encuentra en la Ciudad Condal. No fue, sin embargo, un espectáculo habitual en la ciudad.
El toreo moderno, que se había consolidado durante el siglo XVIII en otras partes de España, no llegó a Cataluña hasta que, con motivo de la visita de Carlos IV de 1802, se construyó la primera plaza de toros en Barcelona. Para festejar la visita y dado que los reyes eran muy aficionados a los toros, se creyó conveniente construir un toril para diversión de los monarcas y la corte durante su estancia en la ciudad. Esta primera plaza de madera con capacidad para 14.000 asistentes fue posteriormente sustituida por la del Torín de la Barceloneta. A decir que las corridas fueron  un éxito inesperado, ya que hasta entonces en Barcelona la lidia era escasamente conocida.
El Torín, en el barrio marinero de La Barceloneta, nombre con el que también se le llamó, fue el primer coso importante y referente en Cataluña (inaugurado en 1834), pues además de encontrarse en la capital catalana, tuvo el privilegio de ser la primera plaza de toros de Cataluña. No obstante, actualmente el coso más antiguo que queda en pie en territorio catalán es el de Olot, construido en 1859 (habiendo sido la última corrida con muerte del animal en 2005), el cual también es conocido como la Plaza Clará. Además también se contrataban plazas portátiles, que en la década de los 1970 y 1980 muestran un gran auge de la Fiesta, que entró en declive a partir de la entrada en vigor de las leyes de prohibición de construcción de nuevos cosos taurinos, instalación de plazas desmontables y la entrada a menores de catorce años.
Cataluña ha sido desde el siglo XIX tierra de grandes toreros (ha dado 27 en total) y lanzadera de otros muchos, así como referencia del taurinismo mundial e internacional y cuna de importantes hitos históricos. Asimismo, a mediados del siglo XX la mitad de las plazas de España estuvieron gestionadas por el catalán Pedro Balañá Espinós, cuya familia sigue siendo propietaria de La Monumental. De hecho Barcelona llegó a tener 3 plazas de toros, el Torín de la Barceloneta, Las Arenas y la Monumental, esta última inaugrada en 1914 con el nombre El Sport.

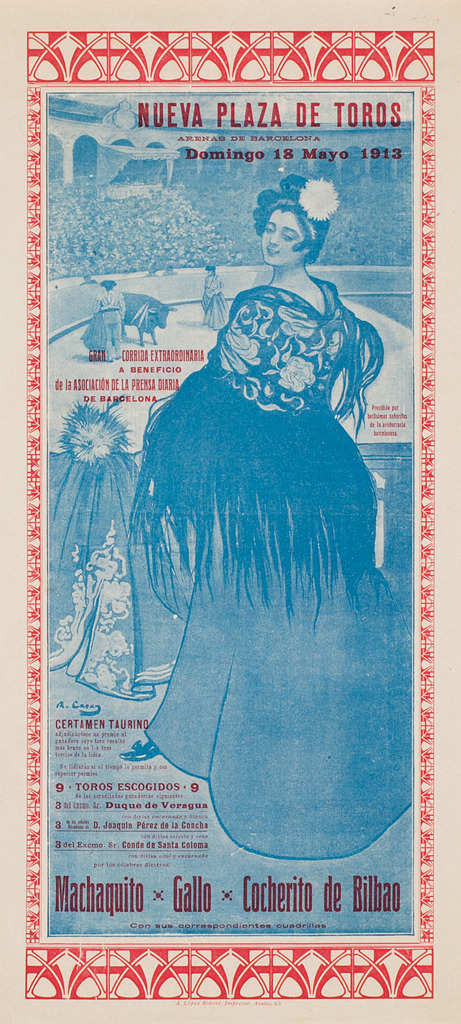
Cartel taurino de Ramón Casas (1913)

Durante los siglos XIX y XX, la tauromaquia contó con un alto respaldo por parte de intelectuales catalanes, tales como Mariano Fortuny, Ramón Casas, Lluís Companys, Francesc Macià, Salvador Dalí o Joan Miró. Hoy día siguen existiendo personalidades taurinas dentro de la sociedad catalana, como Joan Manuel Serrat, del cual es conocida su afición, Antoni Tàpies, que colaboró en el libro El toreo de José Bergamín, o Jordi Pujol, que aun declarándose no aficionado, inauguró la Federación Taurina de Catalunya diciendo que "Hemos de ser capaces de conseguir que la lengua y la cultura catalana se recuperen, pero sin disminuir nada de lo que actualmente hay en nuestro país", refiriéndose a la Fiesta. El académico Pere Gimferrer, que incluso recibió el Premio Paquiro por su defensa de la tauromaquia con motivo de su prohibición en 2010, ha manifestado en diversas ocasiones su incomodidad hacia esta decisión afirmando que "Prohibir toros [es] la más grave agresión cultural desde la Transición".
Sin embargo la antigua tradición taurina catalana ha ido decayendo lenta y progresivamente y, desde hace décadas, mucho antes de la prohibición, ya había registrado un retroceso notable de la afición, motivado en parte por la vinculación que realiza el nacionalismo e independentismo catalán de la tauromaquia con el nacionalismo español, a un crecimiento entre la juventud de un sentimiento de rechazo al maltrato animal y, posiblemente, a la proclamación de leyes prohibicionistas surgidas a finales de la década de 1980 que no permitían la entrada a menores de 14 años, la construcción de nuevos cosos taurinos ni el montaje de plazas portátiles. En los últimos años, la Monumental (la única plaza toros de activa en Cataluña) no era capaz de llenar ni media entrada, y eso con gran porcentaje de turistas. La última corrida antes de la votación del Parlamento Catalán, pese a la movilidad de los taurinos, llenó un tercio de la grada. La prohibición de construcción de nuevas plazas de toros ha provocado que ayuntamientos como el de Gerona o el de Lloret de Mar derribasen las que poseían. Solamente con las visitas de José Tomás (por la excepcionalidad de su toreo) o en la última Feria de la Merced, cuando ya se conocía la prohibición que entraría en vigor al año siguiente, la plaza de Barcelona se llenó al 100%, hecho que demuestra que, aun no acudiendo habitualmente al coso taurino, existían aficionados a la lidia de toros.

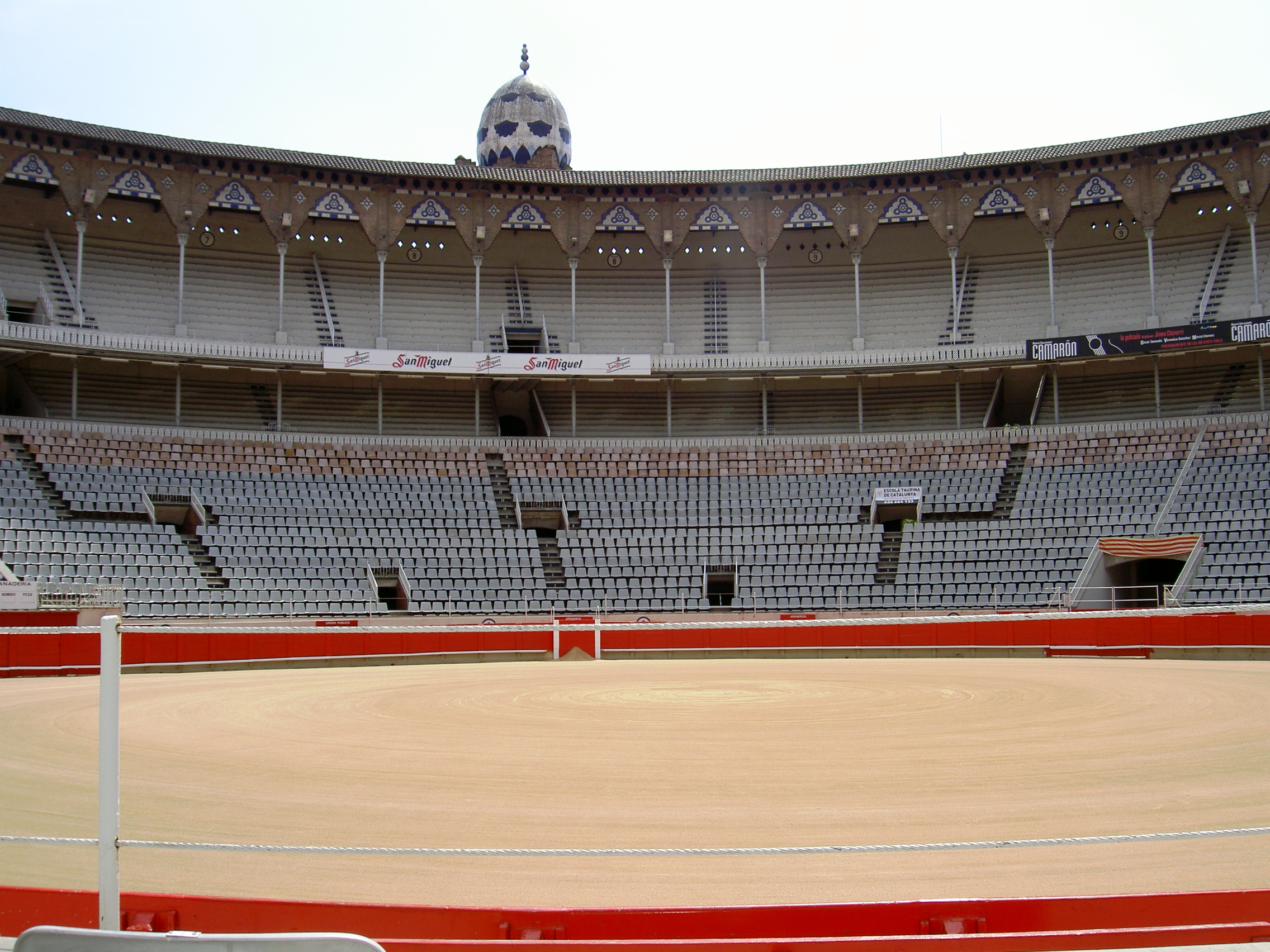
Interior de la Monumental de Barcelona.

## Correbous
Reciben el nombre de correbous una serie de fiestas populares tradicionales, realizadas en Cataluña, en las cuales se hacen diferentes tipos de encierros de toros, vacas o vaquillas. Estas fiestas se realizan preferentemente en el sur, aunque no exclusivamente, en las Tierras del Ebro en la provincia de Tarragona.
Entre los diversos tipos de correbous que se realizan, destacan el bou embolat (toro embolado) en el cual se ata al toro a un palo de embolar. Para ello se amarra al toro por los cuernos, inmovilizándolo parcialmente, para ponerle antorchas en los cuernos formadas por una estructura de hierro, que impide que el toro se queme, y una bola inflamable en la parte superior del hierro, para luego soltarlo en las calles; esta variante es común en municipios como Amposta. Otros tipos de correbous son el capllaçat (toro ensogado), en el cual se atan cuerdas a los cuernos por medio de las cuales los toros son arrastrados por las calles; realizado en Cases d’Alcanar.

## Plazas de toros
Durante la historia de la tauromaquia catalana han funcionado numerosas plazas de toros en diferentes localidades de Cataluña.  Quedan en pie las plazas fijas:
- Plaza Clará (Olot, Gerona, 1859)
- Plaza de toros Monumental de Tarragona (Tarragona, 1883), remodelada y renombrada como Tarraco Arena Plaza.
- Plaza de Toros de Figueras (Figueras, Gerona, 1894)
- Plaza de toros Monumental de Barcelona (Barcelona, 1916)
- Plaza de toros de Masdenvergue.
- Plaza de toros de Camprodón.
- Plaza de toros de Mora de Ebro.
- Plaza de toros de Puebla de Masaluca.
- Plaza de toros de Vilasar de Dalt, en la Illa Fantasia, (Vilasar de Dalt, Barcelona).

Otros cosos taurinos edificados en poblaciones catalanas que han sido remodelados:
- Plaza del Torín de Barcelona (Barcelona, 1834 - 1944)
- Plaza de toros de Los Remolinos (Tortosa, Tarragona), 1878 - 1943)
- Plaza del Torín (Camprodón, Gerona, 1890 - 1936)
- Las Arenas de Barcelona (Barcelona, 1900 - 2011)
- Plaza de toros del Sport (Barcelona, 1914 - 1916)

Plazas que han desaparecido:
- Plaza de toros de Vich (Vich, Barcelona, 1917 - 1963)
- Plaza de Espectáculos Monumental de Manresa (1932-1936)
- Plaza de toros de Mataró (Mataró, Barcelona, 1894 - 1905)[20]
- El coso de Sta. Eugenia (Gerona, 1897 - 2006)
- Plaza de toros de España Brava (San Feliú de Guixols, Gerona, 1956 - 1998)
- Plaza de toros de José Luis Andrés (Lloret de Mar, Gerona, 1962 - 2006)
- Plaza de toros de Amposta

También las plazas de toros desmontables habituales en las fiestas de las poblaciones, sobre todo en la periferia de Barcelona. Algunos ejemplos son:
- Amposta (Tarragona)
- Barberá del Vallés (Barcelona)
- Caldas de Montbui (Barcelona)
- Cardona (Barcelona)
- Cornellá de Llobregat (Barcelona)
- El Vendrell (Tarragona)
- Esplugas de Llobregat (Barcelona)
- Hospitalet de Llobregat (Barcelona)
- Lérida (Lérida)
- Manlleu (Barcelona)
- Miami Playa Mont-roig del Camp (Tarragona)
- Ripoll (Gerona)
- Sabadell (Barcelona)
- Santa Coloma de Gramanet (Barcelona)
- Tárrega (Lérida)
- Tosa de Mar (Gerona)
- Santa Coloma de Gramanet (Barcelona)
- Viella (Lérida)
- Villanueva y Geltrú (Barcelona)

## Iniciativas antitaurinas
En noviembre de 2008 la Mesa del Parlamento Catalán aceptó a trámite una Iniciativa Legislativa Popular para prohibir la realización de corridas de toros en Cataluña. Por ello tenían que conseguir acreditar 50 000 firmas a su favor de ciudadanos empadronada en Cataluña en un plazo de ciento veinte días. La plataforma consiguió registrar 880 fedatarios en el Parlamento de Cataluña para recoger las firmas. Transcurridos treinta y tres días, la cifra se superó rápidamente, contando entonces con 78 162 firmas.[cita requerida]
El 19 de marzo, "Basta" publicaba en su sitio web que ya contaban con más de 105 000 firmas, más del doble de las legalmente requeridas para presentar una ILP. Así también, anunciaban que se añadían a las personas mediáticas que apoyaban actrices como Silvia Marsó, Alicia Silverstone y Pamela Anderson, y gente de otros ámbitos, como la presentadora Marisol Galdón y el escritor Francisco Ledesma. El 6 de mayo terminó el plazo para recoger firmas y, tras los 120 días de recogida, la cifra presentada fue de 180 169.
Pocas horas antes de iniciarse el trámite de toma en consideración y debate en el Parlamento de Cataluña, un grupo de personalidades firmaron un manifiesto en contra de la iniciativa y cualquier medida de abolición de las corridas de toros. La declaración, promovida por la Plataforma Promoción y Difusión de la Fiesta, llevó el título de "Manifiesto de la Mercé. Por la libertad" y fue presentada en público el 16 de diciembre de 2009. El poeta catalán Pere Gimferrer respaldaba, entre otros, el manifiesto, y también se sumaban nombres conocidos como el músico Kiko Veneno, la periodista Mercedes Milá y los directores de teatro Albert Boadella, Calixto Bieito y Mario Gas.
Dos días antes de la votación, la Sociedad Mundial para la Protección del Animal (WSPA) hizo llegar al presidente del Parlament, Ernest Benach, una carta con más de 140000 firmas de 120 países a favor de la ILP.

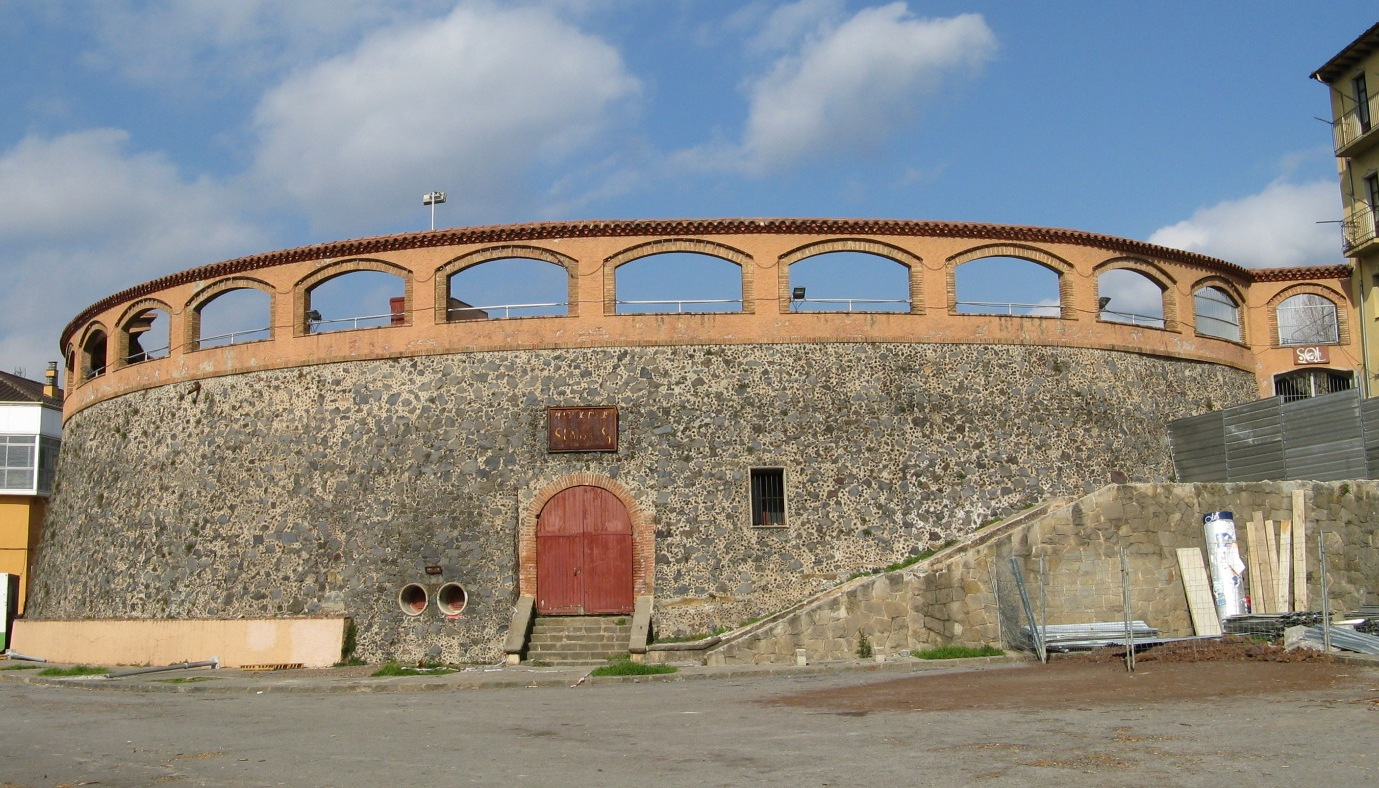
Plaza Clará, en Olot, donde el Ayuntamiento prohibió la celebración de corridas de toros en el año 2000, aunque posteriormente, el Tribunal Superior de Justicia de Cataluña consideró que el Ayuntamiento no tenía competencias sobre este asunto y declaró nula dicha prohibición.

## Iniciativas protaurinas
Tras la respuesta afirmativa del Parlamento catalán por la prohibición de la tauromaquia en Cataluña,  los taurinos pusieron en marcha el mismo recurso que los taurófobos habían utilizado para prohibirlos: una ILP. La diferencia fue que la de los partidarios de la prohibición lo hicieron a nivel regional necesitando tan solo 50000 firmas de los 7 millones de personas que residen en Cataluña, mientras que la de los partidarios a la libertad de asistencia lo hicieron a nivel nacional debiendo recoger un total de 500 000 firmas para que se debatiera en las Cortes españolas si se deseaba que las corridas de toros fuesen o no Bien de Interés Cultural, tal y como lo planteaba esta ILP. La recogida de firmas se inició en la fecha del 15 de marzo del 2011, siendo la fecha límite de devolución el 28 de diciembre de ese mismo año; no obstante, la Diputación Permanente alargó el plazo hasta el 26 de marzo de 2012, fecha en que las rúbricas alcanzaban las cifras de hasta 605 000 (150 000 de las cuales eran catalanas).
Para el éxito de su objetivo, aparte de la ayuda de los fedatarios, se facilitó un pliego con 10 firmas a los espectadores de las corridas de toros de la Feria de la Merced de Barcelona, a los de la Feria de Otoño de Madrid, a los de la Feria de san Miguel de Sevilla y a los de la Feria de san Mateo de Logroño, habiendo colocado un pliego en cada localidad del coso. También contaron con la ayuda medios de comunicación partidarios de la Fiesta, en los cuales se anunciaba y se hacía un llamamiento a todo aquel que desease hacerse fedatario para recoger firmas. De vital importancia fue, por ende, el apoyo recibido por el periódico La Gaceta, el cual, en la fecha del 14 de octubre de 2011, repartió un folio de recogida de firmas con cada ejemplar de periódico, siendo un total de alrededor de 90.000 pliegos repartidos por toda la geografía española. La ILP protaurina ha sido la primera en contar con la firma electrónica. Finalmente, el Congreso de los Diputados admitió a trámite dicha ILP el 12 de febrero de 2013 y, tras siete meses de trámite parlamentario, aprobó la Proposición de Ley para la regulación de la tauromaquia como patrimonio cultural el 2 de octubre de 2013 con los votos favorables del PP y UPN, las abstenciones del PSOE y UPyD y el voto en contra del resto de grupos parlamentarios.
También se admitió a trámite por parte del Tribunal Constitucional la posible ilegalidad de esta prohibición. Fue el Partido Popular quien lo denunció a esta institución. Además, este mismo partido, en más de una ocasión, ha prometido que condicionaría cualquier pacto a cambio del retorno de la tauromaquia en Cataluña.

## Declaración de ciudades antitaurinas
Desde 1989 una serie de municipios catalanes se han ido progresivamente declarando "antitaurinos". El primer municipio en aprobar la moción fue Tosa de Mar en el año 1989, y la última Begas el año 2010. Hacia 2010, había una cincuentena de ayuntamientos catalanes que se habían declarado ciudades antitaurinas, cifra que ascendió hasta los 71 el día de la votación de la prohibición de las corridas de toros. Entre las ciudades antitaurinas se encontraban ciudades como Barcelona, Sant Cugat del Vallés y Martorell, entre otros.

## Intento de abolición de las corridas de toros en Cataluña
La abolición de las corridas de toros en Cataluña fue aprobada por el Parlamento de Cataluña el 28 de julio de 2010 a partir de una Iniciativa Legislativa Popular originada por la Plataforma Prou! para conseguir la prohibición de las corridas de toros. La votación resultó con 68 votos favorables, 55 en contra y 9 abstenciones. La comunidad autónoma catalana se convirtió así en la segunda comunidad autónoma de España en prohibir las corridas de toros, después de que las Islas Canarias lo hiciesen en 1991. Además muchas ciudades españolas de otras comunidades han prohibido también los toros, como Almansa.
Sin embargo, el 20 de octubre de 2016 el Tribunal Constitucional declaró inconstitucional dicha prohibición, por lo que desde entonces vuelven a poder celebrarse en Cataluña festejos taurinos.
La aprobación de la ILP catalana, declarada inconstitucional, derogaba la excepción A del segundo apartado del artículo 6 de la ley de protección animal:

a) La fiesta de los toros en las localidades donde, en la fecha de entrada en vigor de la Ley 3/1988, de 4 de marzo, de protección de los animales, hubiera plazas construidas para su celebración, a las que se prohibirá el acceso a las personas menores de catorce años.

Y añade al primer apartado:

«f. Las corridas de toros y los espectáculos con toros que incluyan la muerte del animal y la aplicación de las "suertes" de la pica, las banderillas y el estoque, así como los espectáculos taurinos de cualquier modalidad que se celebren en las plazas de toros o fuera de ellas, salvo las fiestas con toros a que se refiere la letra b) del segundo apartado del artículo 6 .»

Mientras el Parlamento catalán prohibió las corridas de toros en Cataluña, sí se seguían permitiendo la celebración de los 'correbous', incluyendo actos como el 'bou embolat', en los que se colocan a un toro dos bolas de fuego en sus astas a la luz de la noche.[cita requerida]
En 2010, el Parlamento de Cataluña aprobó una moción de reconocimiento y protección a estos festejos.[cita requerida]

### Votación del Parlamento
La iniciativa contó con el respaldo de Esquerra Republicana de Cataluña (21 diputados) y de Iniciativa per Catalunya Verds-Esquerra Unida i Alternativa (ICV-EUiA) (12) y con el de la mayoría de los 48 representantes de Convergencia i Uniò, que dio libertad de voto.
También el grupo del Partido de los Socialistas de Cataluña permitió a sus 37 diputados votar en conciencia, después de haber mantenido una postura claramente contraria a la abolición. De hecho, el Presidente de la Generalidad, José Montilla, votó en contra de la prohibición de las corridas porque dijo creer "en la libertad', aunque aseguró que respetaba la decisión soberana adoptada por la Cámara. Sin embargo, los diputados socialistas Josep Maria Balcells, Antoni Comín y Núria Carreras votaron a favor de la prohibición. Mientras, los 14 diputados del Partido Popular y los 3 del Grupo mixto (2 de Ciudadanos-Partido de la Ciudadanía y uno no adscrito) apoyaron la continuidad de la fiesta taurina.
|                                                                             | Sí | No | Abs |
| Convergència i Unió (CiU)                                                   | 32 | 7  | 6   |
| Partido de los Socialistas de Cataluña (PSC)                                | 3  | 31 | 3   |
| Esquerra Republicana de Catalunya (ERC)                                     | 21 |    |     |
| Partido Popular de Cataluña (PP)                                            |    | 14 |     |
| Iniciativa per Catalunya Verds-EUiA (ICV-EUiA)                              | 12 |    |     |
| Grupo mixto (2 de Ciudadanos-Partido de la Ciudadanía (Cs) y 1 no adscrito) |    | 3  |     |
| TOTAL                                                                       | 68 | 55 | 9   |

### Repercusión
El Partido Popular, dos miembros de Ciudadanos y uno no adscrito, del Grupo mixto fueron los únicos partidos que se posicionaron como tales en contra de la prohibición. Con motivo de este posicionamiento, Albert Rivera, diputado autonómico y líder de Ciudadanos, y Rafael Luna, diputado autonómico del PP, junto con el torero catalán Serafín Marín, salieron a hombros de la plaza de toros Monumental de Barcelona la tarde del 26 de septiembre de 2010.
En respuesta a esta prohibición, la Comunidad de Madrid (encabezada por su Presidenta, Esperanza Aguirre) ha optado por "blindar la Fiesta de los Toros", iniciando los trámite para declararla Bien de Interés Cultural (BIC).
El Senado español rechazó en octubre la propuesta del Partido Popular para declarar a la lidia como Bien de Interés Cultural. Tras ello, el Partido Popular ha recurrido al Tribunal Constitucional la Ley 28/2010 de 3 de agosto por la que se prohibirán las corridas de toros a partir de 2012.
La prohibición temporal de las corridas de toros en Cataluña no impidió que, a través de una propuesta del grupo parlamentario de Convergència i Unió, se hayan blindado los conocidos como "correbous".
En noviembre de 2011, el Ministerio de Cultura de España, en manos del PSOE, creó el segundo premio en materia económica que otorga el Ministerio; El Premio Nacional a la Tauromaquia. También, el Partido Popular, tras las Elecciones generales de España de 2011, ha declarado que volverá a transmitir corridas de toros en el canal público de TVE, en respuesta a uno de los artículos de su programa electoral en los que decía que fomentarían "la protección de todas las manifestaciones artísticas [...] como la tauromaquia". Finalmente, el 5 de septiembre de 2012 se retransmitió en directo en La 1 la Feria de Valladolid, aumentando el número de espectadores respecto a los dos días anteriores y siendo Cataluña la octava comunidad autónoma que más cuota de pantalla aportó. 
En mayo de 2021 tras varios años sin que las corridas de toros se volvieran a televisar por la La 1 y tras la entrada de nuevas fuerzas políticas al Congreso de los Diputados, se aprueba por mayoría simple gracias a los votos del Partido Popular, Vox y la abstención del PSOE, que las corridas de toros vuelvan a televisarse en TVE, esta aprobación contó con los votos en contra de Unidas Podemos, ERC y Más País.

### Inconstitucionalidad de la prohibición autonómica
El 20 de octubre de 2016, seis años después de la entrada en vigor de la prohibición, el Tribunal Constitucional la declaró inconstitucional al invadir la norma autonómica competencias del Estado en materia de Cultura. Desde entonces vuelven a poder celebrarse en Cataluña festejos taurinos, pero desde 2010 no se celebran corridas de toros.